# NGC 321
NGC 321 este o galaxie lenticulară, posibil spirală barată, situată în constelația Balena. A fost descoperită în 27 septembrie 1864 de către Albert Marth.